# 梨花ますみ
梨花 ますみ（りか ますみ、4月14日 - ）は、宝塚歌劇団月組に所属する女役。月組組長。
大阪府大阪市、夙川学院出身。身長160cm。愛称は「みと」。

## 来歴
1979年、宝塚音楽学校入学。
1981年、音楽学校卒業後、宝塚歌劇団に67期生として入団。入団時の成績は20番。花組公演「宝塚春の踊り／ファースト・ラブ」で初舞台。その後、月組に配属。
1996年11月5日付で月組副組長に就任。
2000年8月22日付で花組へ組替えとなり、花組副組長に就任。
2007年12月25日付で専科へ異動となる。
2012年5月28日付で雪組へ異動となり、雪組組長に就任。
2019年2月11日付で再び専科へ異動となる。
優しい母からエキセントリックな母まで幅広い役柄を演じ、物語にリアリティーを与える存在として、専科異動後は各組に特別出演。
2023年5月1日付で月組へ異動し、月組組長に就任。

## 主な舞台

### 初舞台
- 1981年3 - 5月、花組『宝塚春の踊り』『ファースト・ラブ』（宝塚大劇場のみ）

### 月組時代
- 1981年6 - 10月、『白鳥の道を越えて』『ザ・ビッグ・アップル』
- 1982年2 - 7月、『あしびきの山の雫に』『ジョリー・シャポー』
- 1982年10 - 11月、『愛限りなく』『情熱のバルセロナ』（宝塚大劇場）
- 1983年3 - 5月、『春の踊り』『ムーンライト・ロマンス』（宝塚大劇場のみ）
- 1983年6月、『恋と十手と千両箱』（バウホール）
- 1983年8月、『愛限りなく』『情熱のバルセロナ』（東京宝塚劇場）
- 1983年11 - 12月、『翔んでアラビアン・ナイト』『ハート・ジャック』（宝塚大劇場）
- 1984年3 - 4月、『翔んでアラビアン・ナイト』 - 新人公演：ファティマー（本役：邦なつき）『ハート・ジャック』（東京宝塚劇場）
- 1984年5 - 8月、『沈丁花の細道』『ザ・レビューII』
- 1984年11 - 12月、『ガイズ&ドールズ』（宝塚大劇場） - 新人公演：タバサ（本役：翼ひかる）
- 1985年1 - 2月、『愛…ただ愛』（バウホール）
- 1985年3月、『ガイズ&ドールズ』（東京宝塚劇場） - 新人公演：タバサ（本役：翼ひかる）
- 1985年5 - 8月、『二都物語』 - 新人公演：テレーズ（本役：有明淳）『ヒート・ウエーブ』
- 1985年9 - 10月、『スウィート・リトル・ロックンロール』（バウホール）
- 1985年11 - 1986年3月、『ときめきの花の伝説』 - 新人公演：ヘレナ・タリーニ夫人（本役：有明淳）『ザ・スイング』
- 1986年5 - 8月、『百花扇』『哀愁』
- 1986年11 - 12月、『パリ、それは悲しみのソナタ』『ラ・ノスタルジー』（宝塚大劇場）
- 1987年3月、『パリ、それは悲しみのソナタ』 - 新人公演：マリー『ラ・ノスタルジー』（東京宝塚劇場）
- 1987年5 - 8月、『ME AND MY GIRL』 - 新人公演：レディ・バターズピー（本役：京三紗）
- 1987年11 - 12月、『ME AND MY GIRL』（宝塚大劇場） - 新人公演：レディ・バターズピー（本役：京三紗）
- 1988年1月、『リラの壁の囚人たち』（バウホール）
- 1988年3月、『ME AND MY GIRL』（東京宝塚劇場） - 新人公演：レディ・バターズピー（本役：京三紗）
- 1988年5 - 8月、『南の哀愁』『ビバ!シバ!』
- 1988年11 - 1989年3月、『恋と霧笛と銀時計』『レインボー・シャワー』
- 1989年5 - 8月、『新源氏物語』『ザ・ドリーマー』
- 1989年11 - 12月、『天使の微笑・悪魔の涙』 - ハンナ『レッド・ホット・ラブ』（宝塚大劇場のみ）
- 1990年2 - 3月、『大いなる遺産』『ザ・モダーン』（宝塚大劇場）
- 1990年4 - 5月、『天使の微笑・悪魔の涙』『レッド・ホット・ラブ』（全国ツアー）
- 1990年6月、『大いなる遺産』『ザ・モダーン』（東京宝塚劇場）
- 1990年8 - 9月、『川霧の橋』 - おりく『ル・ポァゾン 愛の媚薬』（宝塚大劇場）
- 1990年10 - 11月、『天使の微笑・悪魔の涙』 - アッカーマン夫人『レッド・ホット・ラブ』（全国ツアー）
- 1990年12月、『川霧の橋』 - おりく『ル・ポァゾン 愛の媚薬』（東京宝塚劇場）
- 1991年1 - 2月、『カウントダウン・1991』（バウホール）
- 1991年3 - 5月、月組・花組・雪組・星組・専科『ベルサイユのばら-オスカル編-』（宝塚大劇場）
- 1991年7月、月組・雪組・星組・専科『ベルサイユのばら-オスカル編-』（東京宝塚劇場）
- 1991年9 - 10月、『銀の狼』『ブレイク・ザ・ボーダー!』（宝塚大劇場のみ）
- 1992年1 - 2月、『珈琲カルナバル』 - マリキータ『夢・フラグランス』（宝塚大劇場）
- 1992年2 - 3月、『カウントダウン!』（日本青年館・愛知文化講堂）
- 1992年4月、『珈琲カルナバル』 - マリキータ『夢・フラグランス』（東京宝塚劇場）
- 1992年7 - 8月、『PUCK』 - マリア『メモリーズ・オブ・ユー』（宝塚大劇場）
- 1992年9 - 10月、『珈琲カルナバル』 - マリキータ『夢・フラグランス』（全国ツアー）
- 1992年11月、『PUCK』 - マリア『メモリーズ・オブ・ユー』（東京宝塚劇場）
- 1993年1月、『マンハッタン物語』（バウホール） - アンナ・マリア・カレラス
- 1993年4 - 5月、『グランドホテル』 - マダム・ピーピー『BROADWAY BOYS』（宝塚大劇場）
- 1993年5 - 6月、『マンハッタン物語』（日本青年館・愛知厚生年金会館） - アンナ・マリア・カレラス
- 1993年7月、『グランドホテル』 - マダム・ピーピー『BROADWAY BOYS』（東京宝塚劇場）
- 1993年9 - 10月、『花扇抄』『扉のこちら』『ミリオン・ドリームズ』（宝塚大劇場のみ）
- 1994年1 - 2月、『風と共に去りぬ』（宝塚大劇場） - エルシング夫人
- 1994年2 - 3月、『たけくらべ』（バウホール） - おくに
- 1994年4月、『風と共に去りぬ』（東京宝塚劇場） - エルシング夫人
- 1994年6 - 8月、『エールの残照』 - バーバラ『TAKARAZUKA・オーレ!』（宝塚大劇場）
- 1994年9 - 10月、『風と共に去りぬ』（全国ツアー） - エルシング夫人
- 1994年11月、『エールの残照』 - バーバラ『TAKARAZUKA・オーレ!』（東京宝塚劇場）
- 1995年4 - 5月、『エールの残照』 - バーバラ『TAKARAZUKA・オーレ!』（全国ツアー）
- 1995年6月、『ハードボイルド・エッグ』 - ジーン『EXOTICA!』（東京宝塚劇場のみ）
- 1995年8 - 9月、『ME AND MY GIRL』（宝塚大劇場）
- 1995年10 - 11月、『ある日どこかで-SOMEWHERE IN TIME-』（バウホール・日本青年館） - 占い師／フラニー／デビットの母
- 1995年12月、『ME AND MY GIRL』（東京宝塚劇場）
- 1996年1 - 2月、『訪問者』（バウホール） - ベル・クロワ夫人
- 1996年3 - 5月、『CAN-CAN』『マンハッタン不夜城』（宝塚大劇場）
- 1996年5 - 6月、『訪問者』（日本青年館） - ベル・クロワ夫人
- 1996年7月、『CAN-CAN』『マンハッタン不夜城』（東京宝塚劇場）
- 1996年9 - 11月、『チェーザレ・ボルジア』『プレスティージュ』（宝塚大劇場のみ）
- 1996年12 - 1997年4月、『バロンの末裔』 - ミセス・サーティーズ『グランド・ベル・フォリー』
- 1997年6 - 8月、『EL DORADO』（宝塚大劇場） - ベルナルダ
- 1997年9 - 10月、『チェーザレ・ボルジア』 - ヴァノッツア『プレスティージュ』（全国ツアー）
- 1997年11月、『EL DORADO』（東京宝塚劇場） - ベルナルダ
- 1998年2 - 7月、『WEST SIDE STORY』 - セニョーラ・ロドリゲス
- 1998年7 - 8月、『永遠物語』（バウホール） - たね
- 1998年9 - 10月、『黒い瞳』 - レーヴィン夫人『ル・ボレロ・ルージュ』（宝塚大劇場）
- 1998年11 - 12月、『永遠物語』（日本青年館） - たね
- 1999年1 - 2月、『黒い瞳』 - レーヴィン夫人『ル・ボレロ・ルージュ』（1000days劇場）
- 1999年3 - 4月、『から騒ぎ』（バウホール） - ペッパー
- 1999年5 - 9月、『螺旋のオルフェ』 - マダム・シャイエ『ノバ・ボサ・ノバ』
- 1999年10 - 11月、第1回中国公演『夢幻花絵巻』『ブラボー!タカラヅカ』（北京・上海）
- 1999年12月、『プロヴァンスの碧い空』（ドラマシティ） - シモーヌ・モォヴァル
- 2000年2 - 6月、『LUNA』 - ピアス『BLUE・MOON・BLUE』
- 2000年7 - 8月、『更に狂はじ』（日本青年館・バウホール） - 後小松上皇

### 花組時代
- 2000年9月、『トム・ジョーンズの華麗なる冒険』（バウホール・日本青年館） - ブリジット
- 2000年11 - 2001年3月、『ルートヴィヒII世』 - マイルハウス嬢『Asian Sunrise』
- 2001年4 - 5月、『源氏物語 あさきゆめみし』 - かめ／女房（春）『ザ・ビューティーズ!』（全国ツアー）
- 2001年7 - 11月、『ミケランジェロ』 - カルラ『VIVA!』
- 2001年12 - 2002年1月、『カナリア』（ドラマシティ・ル テアトル銀座） - イムサム／悪魔学校・職員
- 2002年3 - 6月、『琥珀色の雨にぬれて』 - ソフィー・ドゥ・ヴィルモラン侯爵夫人『Cocktail』
- 2002年8月、『あかねさす紫の花』 - 舟坂郎女『Cocktail』（博多座）
- 2002年10 - 2003年2月、『エリザベート』 - ルドヴィカ公爵夫人
- 2003年3 - 4月、『不滅の棘（とげ）』（ドラマシティ・赤坂ACTシアター） - タチアナ
- 2003年5 - 9月、『野風の笛』 - 淀君『レヴュー誕生』
- 2003年10月、『二都物語』（バウホール・日本青年館） - エブレモンド侯爵夫人
- 2004年1 - 5月、『天使の季節』 - カルボナラ『アプローズ・タカラヅカ!』
- 2004年5 - 6月、『NAKED CITY』（バウホール・日本青年館） - アレサ
- 2004年8 - 11月、『La Esperanza（ラ・エスペランサ）』 - アリーネ『TAKARAZUKA舞夢!』
- 2005年3 - 7月、『マラケシュ・紅の墓標』 - ナターリャ『エンター・ザ・レビュー』
- 2005年11 - 2006年2月、『落陽のパレルモ』 - エルヴィラ・フェリｰチタ・マリア・ディ・カヴァーレ『ASIAN WINDS!』
- 2006年3 - 4月、『Appartement Cinéma（アパルトマン シネマ）』（ドラマシティ・日本青年館・愛知厚生年金会館） - アマンダ
- 2006年6 - 10月、『ファントム』 - ガブリエル
- 2006年11 - 12月、『うたかたの恋』 - エリザベート皇后『エンター・ザ・レビュー』（全国ツアー）
- 2007年2 - 5月、『明智小五郎の事件簿-黒蜥蜴（トカゲ）』 - お重『TUXEDO JAZZ（タキシード ジャズ）』
- 2007年6月、『舞姫-MAIHIME-』（バウホール） - 太田倫
- 2007年9 - 12月、『アデュー・マルセイユ』 - マドレーヌ『ラブ・シンフォニー』

### 専科時代
- 2008年3月、花組『舞姫-MAIHIME-』（日本青年館） - 太田倫
- 2008年9月、月組『グレート・ギャツビー』（日生劇場） - エリザベス・フェイ／セイヤー夫人
- 2008年11 - 2009年2月、月組『夢の浮橋』 - 明石の中宮『Apasionado!!』
- 2010年3 - 5月、花組『虞美人』 - 王媼
- 2011年9 - 11月、雪組『仮面の男』 - アンヌ王太后『ROYAL STRAIGHT FLUSH!!』
- 2012年2月、宙組『仮面のロマネスク』 - ブランシャール夫人『Apasionado!!II』（中日劇場）

### 雪組時代
- 2012年7 - 8月、『フットルース』（梅田芸術劇場・博多座） - ベティ・ブラスト
- 2012年10 - 12月、『JIN-仁-』 - 橘栄『GOLD SPARK!-この一瞬を永遠に-』
- 2013年2月、『若き日の唄は忘れじ』 - 登世『Shining Rhythm!-新たなる誕生-』（中日劇場）
- 2013年4 - 7月、『ベルサイユのばら-フェルゼン編-』 - ジャルジェ夫人
- 2013年8 - 9月、『若き日の唄は忘れじ』 - 登世『ナルシス・ノアールII』（全国ツアー）
- 2013年11 - 2014年2月、『Shall we ダンス?』 - シーラ『CONGRATULATIONS 宝塚!!』
- 2014年3月、『ベルサイユのばら-オスカルとアンドレ編-』（全国ツアー） - マロン・グラッセ
- 2014年6 - 8月、『一夢庵風流記 前田慶次』 - 大政所なか『My Dream TAKARAZUKA』
- 2014年10月、『伯爵令嬢』（日生劇場） - 院長先生／クレール夫人
- 2015年1 - 3月、『ルパン三世 -王妃の首飾りを追え!-』 - ノアイユ伯爵夫人『ファンシー・ガイ!』
- 2015年5月、『星影の人』 - 喜久『ファンシー・ガイ!』（博多座）
- 2015年7 - 10月、『星逢一夜（ほしあいひとよ）』 - 浩『La Esmeralda（ラ エスメラルダ）』
- 2015年11 - 12月、『哀しみのコルドバ』 - マリア『La Esmeralda（ラ エスメラルダ）』（全国ツアー）
- 2016年2 - 5月、『るろうに剣心』 - 山県友子／銀杏屋の女将
- 2016年6 - 8月、『ローマの休日』（中日劇場・赤坂ACTシアター・梅田芸術劇場） - ヴィアバーグ伯爵夫人
- 2016年10 - 12月、『私立探偵ケイレブ・ハント』 - ダナ・ソリアーノ『Greatest HITS!』
- 2017年2月、『星逢一夜（ほしあいひとよ）』 - 浩『Greatest HITS!』（中日劇場）
- 2017年4 - 7月、『幕末太陽傳（ばくまつたいようでん）』 - 女房お辰『Dramatic “S”!』
- 2017年8 - 9月、『琥珀色の雨にぬれて』 - シモーヌ『“D”ramatic S!』（全国ツアー）
- 2017年11 - 2018年2月、『ひかりふる路（みち）〜革命家、マクシミリアン・ロベスピエール〜』 - ルノー夫人『SUPER VOYAGER!』
- 2018年3 - 4月、『義経妖狐夢幻桜（よしつねようこむげんざくら）』（バウホール） - スザク
- 2018年6 - 9月、『凱旋門』 - ウージェニー『Gato Bonito!!』
- 2018年11 - 2019年2月、『ファントム』 - ガブリエル

### 専科時代
- 2019年5 - 9月、雪組『壬生義士伝』 - ひさ
- 2019年10月、雪組『ハリウッド・ゴシップ』（KAAT神奈川芸術劇場・ドラマシティ） - アマンダ・マーグレット
- 2020年2月、月組『出島小宇宙戦争』（ドラマシティ・東京建物 Brillia HALL） - ツクヨミ
- 2021年2 - 3月、月組『ダル・レークの恋』（TBS赤坂ACTシアター・ドラマシティ） - インディラ・クマール
- 2021年10 - 11月、月組『川霧の橋』（博多座） - お常[10]
- 2022年10 - 11月、花組『フィレンツェに燃える』（全国ツアー） - マルガレート・シュザンテ伯爵夫人
- 2023年2 - 4月、月組『応天の門』 - 桂木

### 月組時代
- 2023年6月、『月の燈影（ほかげ）』（バウホール） - おゑん
- 2023年8 - 11月、『フリューゲル-君がくれた翼-』 - ゾフィア・バーデン『万華鏡百景色（ばんかきょうひゃくげしき）』
- 2024年1 - 2月、『Golden Dead Schiele』（バウホール） - ハルムス夫人
- 2024年3 - 7月、『Eternal Voice 消え残る想い』 - ヴィクトリア女王『Grande TAKARAZUKA 110!』
- 2024年8 - 9月、『琥珀色の雨にぬれて』 - シモーヌ『Grande TAKARAZUKA 110!』（全国ツアー）[11]
- 2024年11 - 2025年3月、『ゴールデン・リバティ』 - マリー『PHOENIX RISING（フェニックス・ライジング）』
- 2025年4 - 5月、『花の業平／PHOENIX RISING』（全国ツアー） - 順子
- 2025年7 - 11月、『GUYS AND DOLLS』 - カートライト将軍

## 出演イベント
- 1986年10月、第28回『宝塚舞踊会』
- 1998年5月、『WEST SIDE STORY』前夜祭
- 2003年1月、逸翁デー『タカラヅカ・ホームカミング』
- 2004年1月、逸翁デー『タカラヅカ・ホームカミング』
- 2004年9月、『レビュー記念日』
- 2004年11月、『ベルサイユのばら30』
- 2005年12月、『花の道 夢の道 永遠の道』
- 2007年1月、『清く正しく美しく』
- 2018年5月、『凱旋門』前夜祭

## 受賞歴
- 2020年、『阪急すみれ会パンジー賞』 - 助演賞[12]